# Gaggiolo (torrente)
Il torrente Gaggiolo, chiamato anche Lanza, Ranza, Morea o Clivio è un torrente del Canton Ticino e della Lombardia, affluente di sinistra dell'Olona. 
Nasce a quota 800 metri dalle pendici meridionali del Monte San Giorgio, nel comune svizzero di Mendrisio (quartiere Meride) con il nome di Gaggiolo ed attraversa la Valle Porina e successivamente i quartieri di Mendrisio di Tremona ed Arzo prima di entrare nel territorio italiano ed assumere il nome di Clivio, per poi proseguire attraverso i territori dei comuni di Clivio, Saltrio, Viggiù e Cantello, tutti in Provincia di Varese. 

All'altezza della frazione Gaggiolo del comune di Cantello, rientra brevemente in territorio elvetico, nel comune di Stabio, riassumendo il nome di Gaggiolo e sul punto esatto dove è ubicata la recinzione confinale, a circa 2 metri di altezza sulla verticale del corso d'acqua è posta una rete metallica che delimita i due stati.

Le acque proseguono il loro corso entrando nel territorio della provincia di Como e nella Valle Morea (da cui uno dei suoi nomi) ed attraversano i comuni di Bizzarone, Rodero e Cagno prima di entrare nella provincia di Varese, attraversare di nuovo il comune di Cantello e confluire infine nel fiume Olona che raggiunge in località Folla di Malnate. 

Nel tratto tra Bizzarone e Malnate, assume il nome di Lanza ma è anche chiamato Ranza od Anza.
I suoi maggiori tributari sono il Porcino, il Rio dei Gioghi, il Ripiantino, il Valmeggia ed il Riale Renone.
La qualità delle acque del fiume è di grado accettabile. Solo alla foce, le acque sono di grado scadente. 

La fauna ittica comprende la trota fario, il vairone, lo scazzone e la trota iridea.
Nel territorio italiano, lungo una buona parte del torrente esiste ancora il tracciato della ferrovia della Valmorea (oggi sospesa) e che un tempo collegava la città di Mendrisio con Castellanza.

## Parco Valle del Lanza
Costituito nel 2002, comprende le valli italiane del torrente e si estende anche più a sud lungo il fiume Olona. Il parco ha un'estensione di 1064 ettari ed è caratterizzato da zone umide, costruzioni rurali ed archeologia industriale, chiese ed edifici di interesse storico e culturale nonché una ricca fauna e vecchie cave di Molera (una pietra locale utilizzata per l'affilatura delle lame).